# Кадное (Тульская область)
Кадное — село в Каменском районе Тульской области России. 
В рамках административно-территориального устройства является центром Кадновского сельского округа Каменского района, в рамках организации местного самоуправления включается в Архангельское сельское поселение.

## География
Расположено в живописном месте на правом высоком берегу реки Красивой Мечи, в километре от устья Каменки, — её притока. До районного центра — села Архангельского 30 км (по автодороге). Через село проходит автодорога Ефремов — Плавск, Щёкино.

## Население
| 2002 | 2010 |
| ---- | ---- |
| 500  | ↗540 |

## История
Ранее село входило в состав Ефремовского уезда.
По преданию данная пограничная местность, обезлюдевшая от татарских набегов, в XVII веке стала заселяться служилыми людьми и другими безземельными переселенцами. Некогда свободные люди со временем были закрепощены. В 1771 году на месте поселения помещиком Титовым был построен придельный храм во имя святого Николая, а в 1773 на средства прихожан — храм святого великомученика Георгия, который однако в 1835 был разобран по причине его аварийного состояния. Придельную церковь оставили в качестве кладбищенской. В том же 1835 году на другом месте заложили каменный трёхпрестольный храм с главным Георгиевским престолом и придельными: святого Митрофана Воронежского и святых мучеников Флора и Лавра. Закончили строительство в 1854 году. В 1874 построили каменную колокольню.
В церковный приход в разное время входили само село и деревни: Кадное-Фроловка, Кадное-Родионовка, Большая Кадная-Ерёмина, Большая Кадная-Хрущёвка, Меньшая Кадная-Воейковка, Меньшая Кадная-Боташевка, Меньшая Кадная-Филоновка, Меньшая Кадная-Лутовиновка, Нижняя Каменная (ныне Мостаушка), Вышняя Каменная (Софронова) (ныне Сапроново), Титовка. При церкви в 1893 году была открыта школа грамоты, преобразованная в церковно-приходскую.

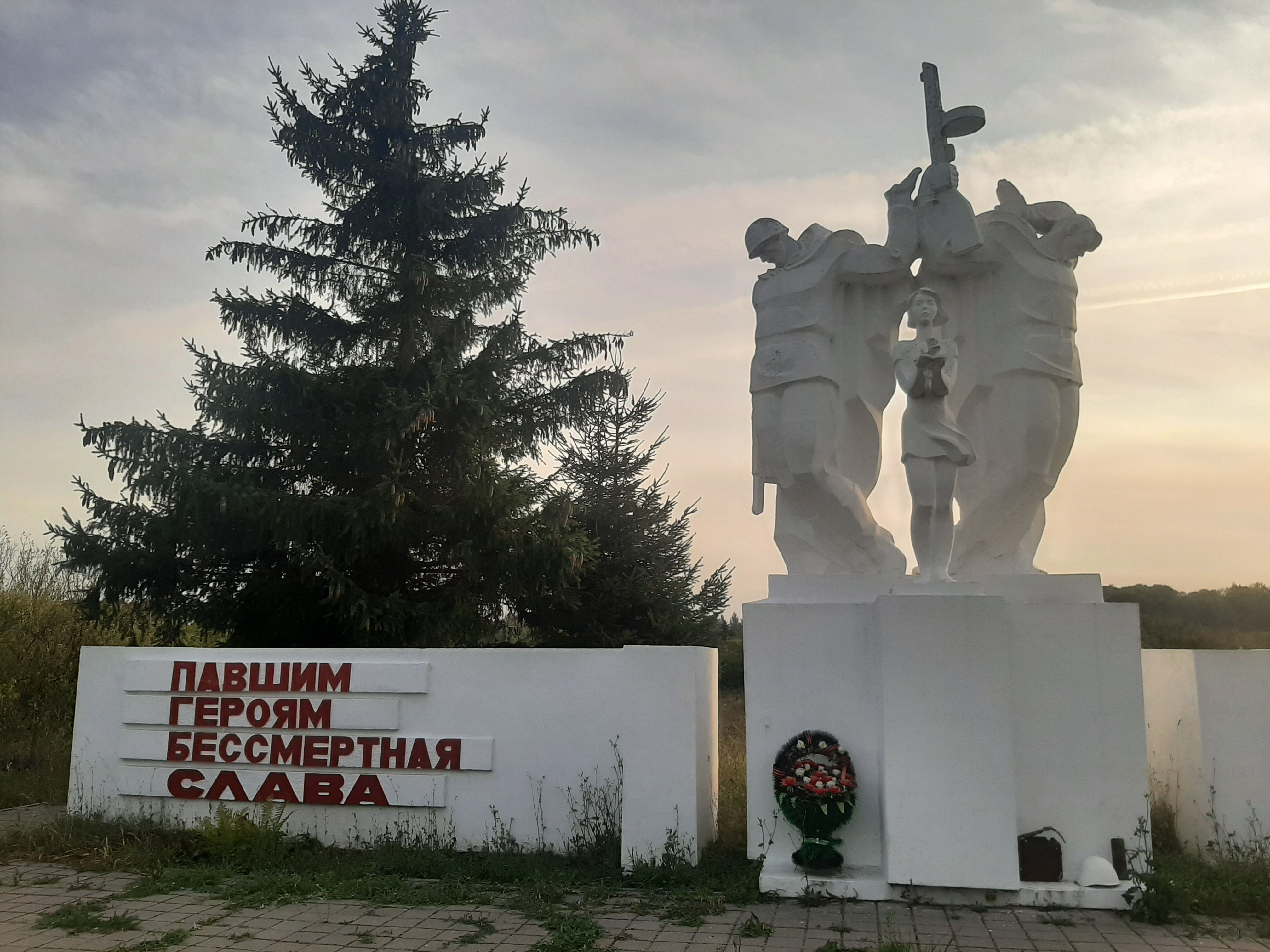

## Памятники
- Мемориал павшим героям в Великую Отечественную войну.